# Waldemar Buda

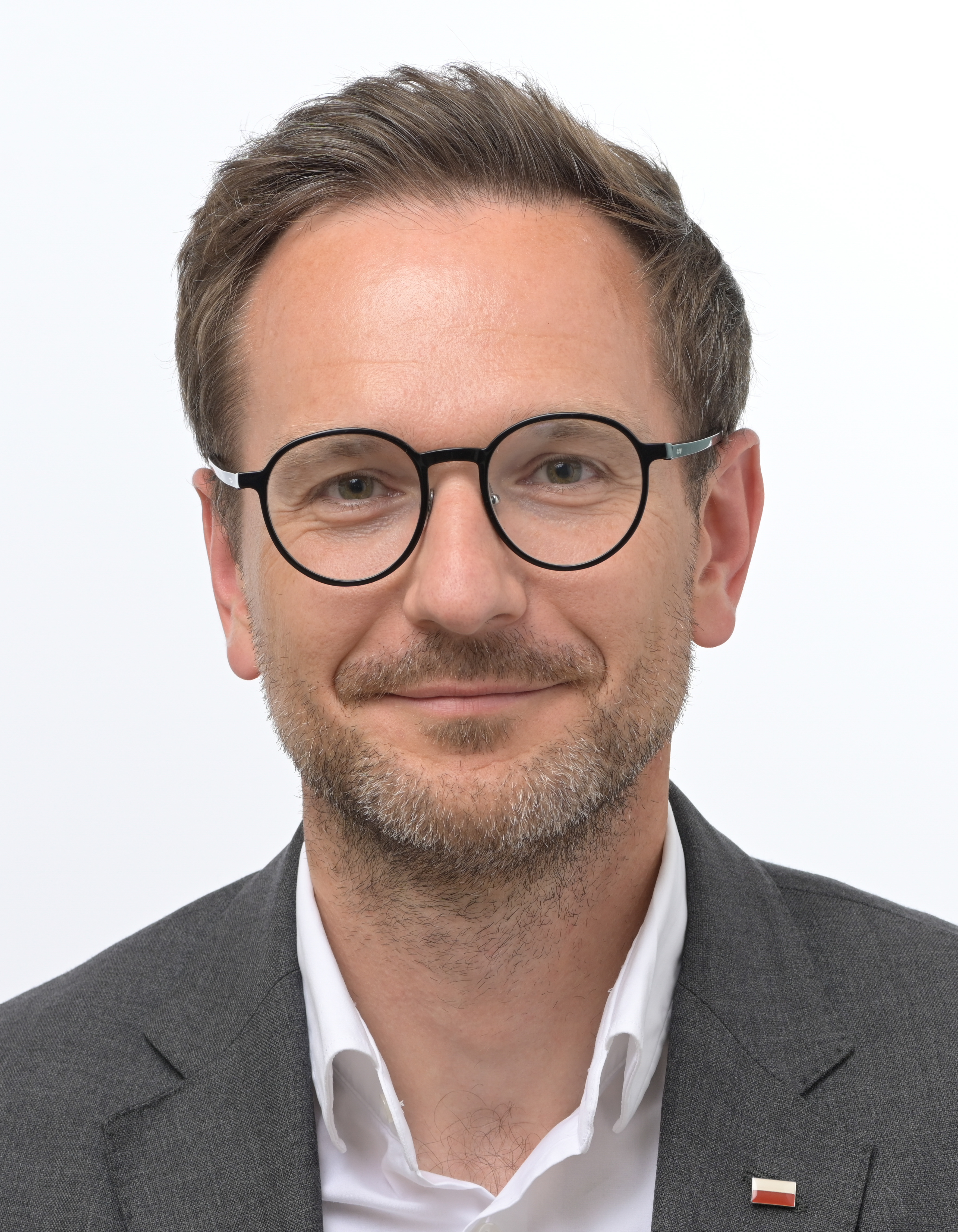
Waldemar Buda (2024)

Waldemar Buda (* 21. September 1982 in Turek) ist ein polnischer Politiker (PiS) und Jurist. Er war von 2015 bis 2024 Mitglied des polnischen Sejm in der VIII., IX. und X. Wahlperiode. Von 2022 bis 2023 war er Minister für Ministerium für Entwicklung und Technologie im  Kabinett Morawiecki II. Seit 2024 gehört er dem Europaparlament an.

## Leben und Beruf
Buda absolvierte ein Jurastudium an der Universität Łódź. Seit 2011 arbeitete er als Rechtsanwalt. Buda ist verheiratet und hat zwei Kinder.

## Politik
Buda schloss sich der Prawo i Sprawiedliwość (PiS) an und war dort Mitarbeiter von Janusz Wojciechowski. Bei den Selbstverwaltungswahlen 2014 wurde er in den Stadtrat von Łódź gewählt. Bei der Parlamentswahl 2015 wurde er im Wahlkreis Łódź in den Sejm gewählt. Bei den Selbstverwaltungswahlen 2018 bewarb er sich um das Amt des Stadtpräsidenten von Łódź, belegte mit 23,7 % der Stimmen aber nur den zweiten Platz hinter Amtsinhaberin Hanna Zdanowska (PO). Im Juni 2019 wurde er zum Staatssekretär im Ministerium für Investitionen und Entwicklung ernannt. Nachdem er bei der Parlamentswahl 2019 sein Mandat verteidigt hatte, wurde er im nun Ministerium für Fonds und Regionale Politik genannten Ressort erneut Staatssekretär. Im April 2022 wurde er zum Minister für Entwicklung und Technologie im Kabinett Morawiecki II ernannt. Bei der Parlamentswahl 2023 zog er zwar erneut in den Sejm ein, musste aber aufgrund des Regierungswechsels sein Ministeramt aufgeben. Bei der Europawahl 2024 wurde er in das Europaparlament gewählt. Dort gehört er der Fraktion Europäische Konservative und Reformer an. Er ist in der 10. Legislaturperiode (2024–2029) Mitglied im Ausschuss für Landwirtschaft und ländliche Entwicklung sowie stellvertretendes Mitglied im Ausschuss für internationalen Handel und im Ausschuss für regionale Entwicklung.